# كارل إي. ستيوارت
كارل إي. ستيوارت (بالإنجليزية: Carl E. Stewart)‏ هو محامي وقاضي أمريكي، ولد في 2 يناير 1950 في شريفبورت في الولايات المتحدة.

## وصلات خارجية
- كارل إي. ستيوارت على موقع إن إن دي بي (الإنجليزية)